# Dolerus gonager
Dolerus gonager är en stekelart som först beskrevs av Fabricius 1781.  Dolerus gonager ingår i släktet Dolerus, och familjen bladsteklar. Arten är reproducerande i Sverige.